# Circoscrizione Sud (Lussemburgo)
La Circoscrizione Sud o Prima Circoscrizione (fr: Circonscription Sud, lb: Südbezierk, ted: Südbezirk) è una delle quattro circoscrizioni elettorali del Lussemburgo per l'elezione della Camera dei Deputati.

## Geografia

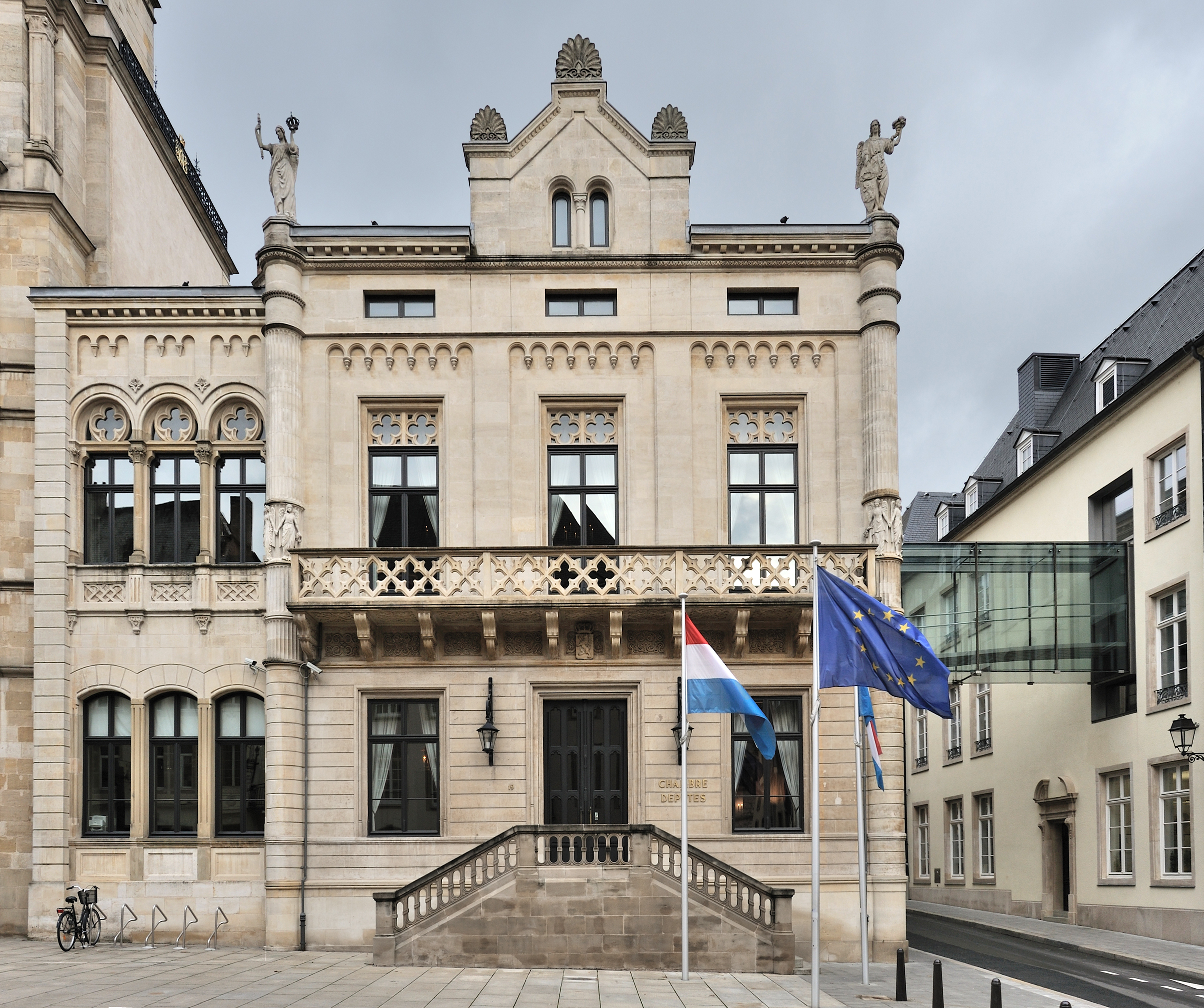
Alla Camera dei deputati lussemburghese siedono 23 deputati eletti nella Circoscrizione Sud.

La Circoscrizione Sud è composta da due cantoni (23 comuni) a sud e sud-ovest del Granducato, cioè i cantoni di Esch-sur-Alzette e Capellen, tra cui Esch-sur-Alzette, la seconda città del paese; il suo territorio corrisponde alla parte occidentale e sud-occidentale dell'ex distretto del Lussemburgo. La circoscrizione ha come capoluogo Esch-sur-Alzette.

## Elezioni

### Elezioni 2018
| Partito                                                                                      | Voti    | Voti  | Seggi  | Seggi | Seggi   |
| Partito                                                                                      | Totale  | %     | Totale | +/-   | Grafica |
| -------------------------------------------------------------------------------------------- | ------- | ----- | ------ | ----- | ------- |
| Partito Popolare Cristiano Sociale (CSV) Chrëschtlech-Sozial Vollekspartei                   | 488.448 | 26.91 | 7      | -1 ▼  | 21 / 60 |
| Partito Operaio Socialista Lussemburghese (LSAP) Lëtzebuerger Sozialistesch Aarbechterpartei | 403.400 | 22.23 | 6      | -1 ▼  | 10 / 60 |
| I Verdi Déi Gréng                                                                            | 266.464 | 14.68 | 3      | +1 ▲  | 9 / 60  |
| Partito Democratico (DP) Demokratesch Partei                                                 | 214.216 | 11.80 | 3      | 0 ►   | 12 / 60 |
| Partito Riformista di Alternativa Democratica (ADR) Alternativ Demokratesch Reformpartei     | 159.199 | 8.77  | 2      | 0 ►   | 4 / 60  |
| Partito Pirata (PPL) Piratepartei Lëtzebuerg                                                 | 126.830 | 6.99  | 1      | +1 ▲  | 2 / 60  |
| La Sinistra Dei Lenk                                                                         | 108.189 | 5.96  | 1      | 0 ►   | 2 / 60  |
| Partito Comunista Lussemburghese (LKP) Kommunistesch Partei Lëtzebuerg                       | 32.334  | 1.78  | 0      | 0 ►   | 0 / 60  |
| I Conservatori Konservativ                                                                   | 9.516   | 0.52  | 0      | Nuovo | Nuovo   |
| Democrazia Demokracy                                                                         | 6.375   | 0.35  | 0      | Nuovo | Nuovo   |

Alle elezioni legislative del 2018 il partito con più seggi è stato il Partito Popolare Cristiano Sociale con 21 seggi ma la maggioranza di 31 seggi è formata dal Partito Operaio Socialista Lussemburghese (10 seggi), dai Verdi (9 seggi), dal Partito Democratico (12 seggi) denominata la "coalizione Gambia" dai colori dei partiti somiglianti ai colori della bandiera dell'omonimo Stato.